# The Master Hand
The Master Hand er en amerikansk stumfilm fra 1915 af Harley Knoles.

## Medvirkende
- Nat C. Goodwin som John Bigelow
- Theodore Babcock som James Rallston
- Julia Stuart som Mrs. Rallston
- Florence Malone som Jean Rallston
- Carroll Fleming som Ed Pembroke